# De Koek
De koek is het debuutalbum van de Nederlandse zangeres Eefje de Visser uit 2011.
Het album werd geproduced door Skiggy Rapz en kreeg verschillende lovende kritieken. Zo schreef onder andere nu.nl dat verschillende nummers op het album de potentie hebben uit te groeien tot klassiekers binnen de nederpop.
De Koek verbleef 22 weken in de Album top 100 en piekte op een 35e positie. Het album deed zijn intrede in deze hitparade op 7 januari 2011.

## Tracklist
1. Genoeg
2. De Stad
3. In Het Gras
4. Naast Me
5. Hartslag
6. Trein
7. Huis
8. De Koek
9. Schotland
10. Ik Dacht Na
11. Afdwaalt
12. Verdriet